# 黄惟用
黄惟用，江西南昌人，是一名明朝政治人物。
黄惟用曾于1550年接替邵照任崇明县知县一职，1553年由尹辙接任。